# Villey-le-Sec
 Villey-le-Sec  là một xã của tỉnh Meurthe-et-Moselle, thuộc vùng Grand Est, đông bắc nước Pháp. Xã này nằm ở khu vực có độ cao trung bình 329 mét trên mực nước biển.